# Tàu hàng hải

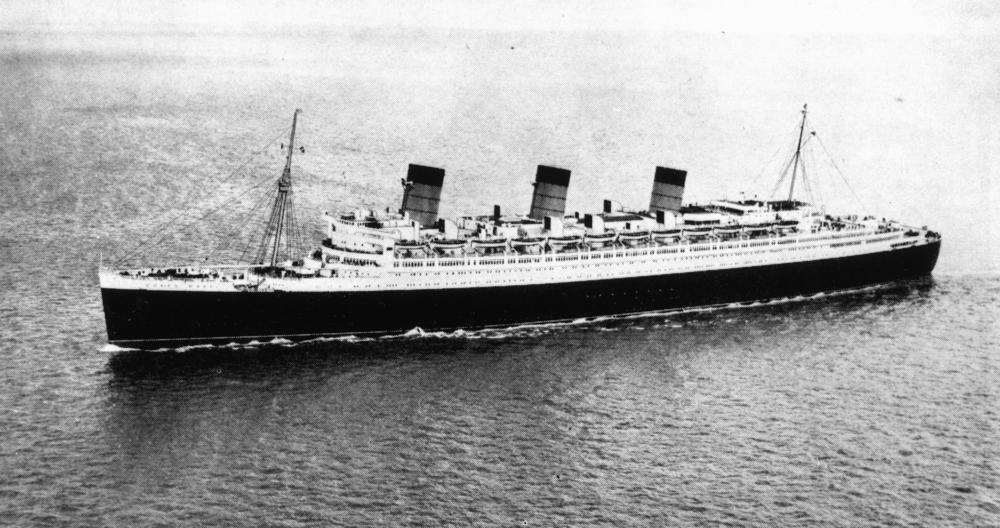
, được chụp trong những ngày đang hoạt động, hiện là một bảo tàng nổi ở Long Beach, California và là một trong những tàu chở hàng Đại Tây Dương cuối cùng còn sót lại.

Tàu hàng hải (cũng được gọi là tàu viễn dương, tàu biển chở khách) là một loại tàu chở khách chủ yếu được sử dụng để vận chuyển người xuyên qua biển và đại dương. Tàu hàng hải cũng có thể mang theo hàng hóa hoặc thư từ, và đôi khi có thể được sử dụng cho các mục đích khác chẳng hạn như du lịch trên biển hoặc phục vụ như tàu bệnh viện và tàu quân y.
Tàu chở hàng chạy theo lịch trình đôi khi cũng được gọi là tàu hàng hải. Tàu hàng hải thường không bao gồm phà hoặc các tàu khác tham gia vận chuyển trong đoạn đường biển ngắn, cũng không phải là tàu du lịch do việc vận chuyển không phải là mục đích chính yếu của những con tàu này. Nó cũng không bao gồm tàu hơi nước, thậm chí cả những tàu biển chỉ phục vụ số lượng hành khách hạn chế. Một số công ty vận chuyển tự gọi mình là "hãng hàng hải" và các tàu container của họ thường hoạt động trên những tuyến đường biển đã định trước theo lịch trình được gọi là "tàu hàng hải".
Tàu biển thường được xây dựng chắc chắn với một tấm vách cao để chịu được nước biển dữ dội và các điều kiện bất lợi gặp phải trên đại dương. Ngoài ra, chúng thường được thiết kế với lớp vỏ dày hơn so với trên tàu du lịch và có dung tích chứa lớn cho nhiên liệu, thực phẩm và các vật tư tiêu hao khác trong các chuyến đi dài.
Các tàu biển đầu tiên được xây dựng vào giữa thế kỷ 19. Những cải tiến công nghệ như động cơ hơi nước và vỏ thép cho phép các tàu lớn hơn và nhanh hơn được chế tạo, tạo ra sự cạnh tranh giữa các cường quốc thế giới vào thời đó, đặc biệt là giữa Vương quốc Anh và Đức. Từng là hình thức di chuyển chủ yếu giữa các lục địa, tàu biển sau đó đã bị lỗi thời bởi sự xuất hiện của máy bay phản lực chặng dài sau Thế chiến thứ II. Những tiến bộ trong công nghệ ô tô và đường sắt cũng đóng một vai trò đáng kể. Sau khi tàu RMS Queen Elizabeth 2 nghỉ hưu vào năm 2008, con tàu duy nhất còn hoạt động như một tàu hàng hải là RMS Queen Mary 2. Trong số nhiều tàu được chế tạo trong nhiều thập kỷ, chỉ có chín tàu biển được chế tạo trước năm 1967.

## Tổng quan
Tàu biển là phương thức chính của du lịch xuyên lục địa trong hơn một thế kỷ, từ giữa thế kỷ 19 cho đến khi chúng bắt đầu được thay thế bởi các máy bay vận tải dân dụng trong những năm 1950. Ngoài hành khách, tàu còn chở theo thư từ và hàng hóa. Hãng tàu được ký hợp đồng vận chuyển với British Royal Mail đã sử dụng định danh "RMS" để xác định. Tàu hàng hải cũng là cách được ưa chuộng để di chuyển vàng và hàng hóa có giá trị cao khác.
Kể từ sự ra đời của Thời đại máy bay phản lực, khi dịch vụ tàu xuyên đại dương dần bị từ chối, một sự chuyển đổi dần dần từ các tàu chở khách như phương tiện vận chuyển thiết yếu giữa các quốc gia, châu lục sang các tàu du lịch ngày càng bắt đầu diễn ra. Để tàu biển vẫn có lãi, các tàu du lịch đã được sửa đổi một số trong số chúng để hoạt động trên các tuyến hải trình, như Queen Elizabeth 2 và SS France. Một số đặc điểm nhất định của tàu biển cũ khiến chúng không phù hợp để đi, chẳng hạn như tiêu thụ nhiên liệu cao, phần choán nước quá sâu ngăn chúng vào những cảng biển cạn và cabin (thường không có cửa sổ) được thiết kế tối đa hóa số lượng hành khách thay vì cho sự thoải mái của du khách. Tàu hàng hải của Ý SS Michelangelo và SS Raffaello là hai tàu biển cuối cùng được xây dựng để vượt qua Bắc Đại Tây Dương, chúng không thể được chuyển đổi thành tàu du lịch và có sự nghiệp ngắn.
Bốn tàu biển đã được chế tạo trước Thế chiến II tồn tại đến ngày nay và chúng được bảo tồn để trở thành các bảo tàng và khách sạn. Tàu hàng hải Hikawa Maru của Nhật Bản, đã được bảo tồn ở Naka-ku, Yokohama như một con tàu bảo tàng kể từ năm 1961. RMS Queen Mary được bảo tồn vào năm 1967 sau khi nó nghỉ hưu và trở thành một bảo tàng và khách sạn ở thành phố Long Beach, California. Vào những năm 1970, SS Great Britain cũng được bảo tồn và hiện nay đang nằm tại Bristol, Anh, cũng là một bảo tàng tàu thủy khác. Con tàu mới nhất được bảo quản là MV Doulos, trở thành một khách sạn neo đậu trên cạn ở đảo Bintan của Indonesia.
Các tàu biển sau chiến tranh được bảo tồn là United States (1952), cập cảng Philadelphia từ năm 1996; Rotterdam (1958), neo đậu tại Rotterdam như một bảo tàng và khách sạn từ năm 2008; và Queen Elizabeth 2 (1967) thành khách sạn và bảo tàng nổi sang trọng tại Mina Rashid, Dubai kể từ năm 2018.
Hai tàu hàng hải trước đây vẫn hoạt động như các tàu du lịch, điều hành bởi Cruise Marine Voyages: Marco Polo (1965) (trước đây là MS Alexandr Pushkin), và MV Astoria (1948) (ban đầu là MS Stockholm, đã va chạm với Andrea Doria vào năm 1956).

## Đặc điểm

### Kích thước và tốc độ

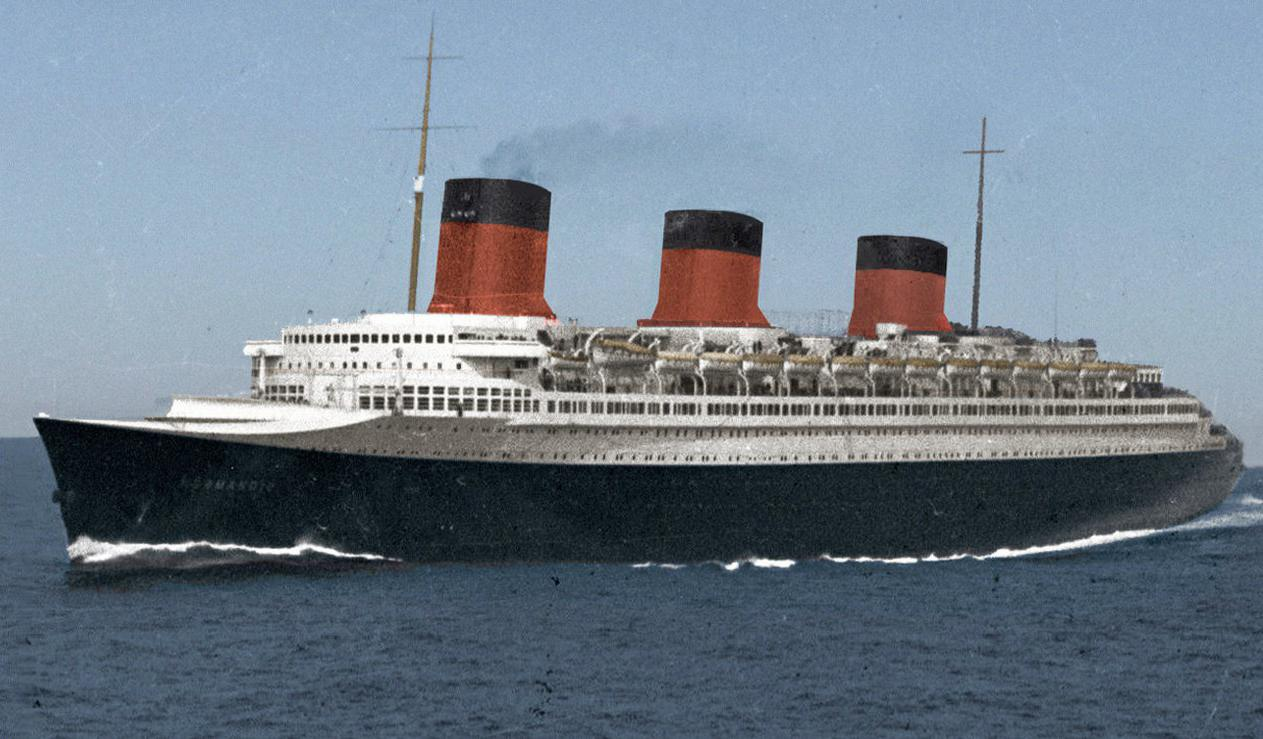
năm 1935

Kể từ khi bắt đầu xuất hiện vào thế kỷ 19, tàu hàng hải phải đáp ứng nhu cầu chở khách ngày càng tăng. Các tàu đầu tiên quá nhỏ và đông đúc, dẫn đến tình trạng mất vệ sinh trên tàu. Để loại bỏ những hiện tượng này đòi hỏi những con tàu lớn hơn, giúp giảm sự đông đúc của hành khách và để chúng di chuyển nhanh hơn, làm giảm thời gian vượt biển xuyên Đại Tây Dương. Vỏ sắt thép và sức mạnh của động cơ hơi nước cho phép những tiến bộ này. Do đó, SS Great Western (1.340 GRT) và SS Great Eastern (18.915 GRT) được xây dựng lần lượt vào năm 1838 và 1858. Kỷ lục được thiết lập bởi Great Eastern đã không bị đánh bại cho đến tận 43 năm sau vào năm 1901 khi RMS Celtic (20.904 GT) được xây dựng. Trọng tải sau đó tăng lên sâu sắc: những tàu đầu tiên có trọng tải vượt quá 20.000 là Bộ Tứ của White Star Line. Các tàu biển đại dương lớp Olympic, lần đầu tiên hoàn thành vào năm 1911, là tàu đầu tiên có trọng tải vượt quá 45.000. SS Normandie, hoàn thành năm 1935, có trọng tải 79.280. Năm 1940, RMS Queen Elizabeth đã nâng kỷ lục về kích thước và trọng tải đạt đến 83,673. Nó là tàu chở khách lớn nhất từng được chế tạo cho đến năm 1997. Năm 2003, RMS Queen Mary 2 trở thành con tàu lớn nhất, ở mức 149.215 GT.
Vào đầu những năm 1840, tốc độ trung bình của tàu là dưới 10 hải lý (một chuyến vượt Đại Tây Dương do đó mất khoảng 12 ngày trở lên). Vào những năm 1870, tốc độ trung bình của tàu tăng lên khoảng 15 hải lý, thời gian vượt biển xuyên Đại Tây Dương rút ngắn xuống còn khoảng 7 ngày, do tiến bộ công nghệ được thực hiện trong việc đẩy tàu: từ nồi hơi nước thô sơ trở thành các máy móc phức tạp hơn và những mái chèo dần biến mất, đầu tiên được thay thế bằng một vòng xoắn sau đó là hai vòng xoắn. Vào đầu thế kỷ 20, RMS Lusitania của Cunard Line và RMS Mauretania đạt tốc độ 27 hải lý/giờ. Thành tích của chúng dường như không thể đánh bại, và hầu hết các công ty vận tải đã từ bỏ cuộc đua về tốc độ, vì sự sang trọng và an toàn được chú trọng hơn. Sự ra đời của những con tàu có động cơ diesel và của những tàu có động cơ đốt dầu đầu những năm 1930 là khởi động lại cuộc đua về tốc độ cho Blue Riband, nó đã giành được vị trí tốc độ cao nhất vào năm 1935 trước khi bị RMS Queen Mary cướp mất vào năm 1938. Mãi đến năm 1952, SS Hoa Kỳ mới lập một kỷ lục còn tồn tại đến ngày nay: 34,5 hải lý (mất 3 ngày và 12 giờ để vượt Đại Tây Dương). Ngoài ra, kể từ năm 1935, Blue Riband cùng với Hales Trophy, được xem là những tàu chiến thắng trong cuộc đua này.
- Một khoang hạng nhất trên tàu Titanic vào năm 1912
- Phòng hút thuốc hạng hai trên tàu Mauretania
- Phòng ăn hạng nhất trên tàu Queen Mary

### Cabin hành khách và tiện nghi
Các tàu biển đầu tiên được thiết kế để mang chủ yếu là người di cư. Các điều kiện vệ sinh trên tàu thường tồi tệ và dịch bệnh thường xuyên. Năm 1848, luật hàng hải áp đặt các quy tắc vệ sinh đã được thông qua và họ đã cải thiện điều kiện sống trên tàu. Dần dần, hai lớp riêng biệt được phát triển: lớp cabin và lớp lái. Những hành khách đi khoang trước là những hành khách giàu có và họ được tận hưởng sự thoải mái nhất định trong hạng đó. Những hành khách đi sau là thành viên của tầng lớp trung lưu hoặc tầng lớp lao động. Trong hạng lớp đó, họ được cho ở trong các buồng chung lớn. Cho đến đầu thế kỷ 20, không phải lúc nào họ cũng có ga trải giường và bữa ăn. Một lớp trung gian cho khách du lịch và các thành viên của tầng lớp trung lưu dần dần xuất hiện. Các cabin sau đó được chia thành ba hạng. Các cơ sở cung cấp cho hành khách phát triển theo thời gian. Vào những năm 1870, việc lắp đặt bồn tắm và đèn dầu đã gây ra cảm giác trên tàu RMS Oceanic. Trong những năm tiếp theo, số lượng tiện ích đã trở nên nhiều, ví dụ: phòng hút thuốc, phòng chờ và sàn đi dạo. Vào năm 1907, RMS Adriatic thậm chí còn cung cấp phòng tắm kiểu Thổ Nhĩ Kỳ và hồ bơi. Trong những năm 1920, SS Paris là chiếc tàu đầu tiên cung cấp một rạp chiếu phim.

## Thư viện ảnh
- Năm 1838, Sirius là con tàu đầu tiên vượt Đại Tây Dương bằng động cơ hơi nước
- Chuyến đi đầu tiên của SS Great Western (1838)
- RMS Britannia năm 1840
- SS Great Eastern năm 1858
- SS Kaiser Wilhelm der Grosse năm 1897
- RMS Mauretania năm 1907
- Vụ chìm tàu RMS Titanic vào năm 1912 đã dẫn đến một cuộc kiểm tra lại mức độ nghiêm trọng các biện pháp an toàn trên biển
- RMS Olympic với lớp sơn ngụy trang trong Thế chiến thứ nhất
- Queen Mary, phục vụ như một tàu quân sự, đến New York vào năm 1945
- SS United States năm 1952
- MV Astoria (trước đây là Stockholm) vào năm 2016 dưới dạng tàu du lịch